# Eriosema violaceum
Eriosema violaceum là một loài thực vật có hoa trong họ Đậu. Loài này được (Aubl.) G.Don miêu tả khoa học đầu tiên.